# Каліське воєводство (1314—1793)
51°45′50″ пн. ш. 18°05′04″ сх. д. / 51.7638° пн. ш. 18.0844° сх. д.
Ка́ліське воєво́дство (лат. Palatinatus Calisiensis, пол. Województwo kaliskie) — адміністративно-територіальна одиниця Королівства Польського та Корони Польської в Речі Посполитій. Існувало в 1314—1793 роках. Створене на основі земель Великопольського князівства. Входило до складу Великопольської провінції. Належало до регіону Великопольща. Розташовувалося в західній частині Речі Посполитої, на сході Великопольщі. Головне місто — Каліш. Очолювалося каліськими воєводами. Сеймик воєводства збирався у містечку Середа. Мало представництво із 8 сенаторів у Сенаті Речі Посполитої. 1768 року з частини воєводства створено Гнезненське воєводство. До 1768 року складалося з 6 повітів, після — 3. Станом на 1768 рік площа воєводства становила 16 523,21 км², після — 8253,71 км². Населення в 1790 році нараховувало 188 405 осіб. Ліквідоване 1793 року під час другого поділу Речі Посполитої. Територія воєводства увійшла до складу провінції Південна Пруссія Прусського королівства.

## Повіти
- Гнезненський повіт → Гнезно (після 1768 року увійшов до складу Гнезненського воєводства)
- Каліський повіт → Каліш
- Конінський повіт → Конін
- Кцинський повіт → Кциня (після 1768 року увійшов до складу Гнезненського воєводства)
- Накельський повіт → Накло-над-Нотецем (після 1768 року увійшов до складу Гнезненського воєводства)
- Пиздринський повіт → Пиздри